# Michael Karoli
Michael Karoli (Straubing, 29 april 1948 – Essen (Noordrijn-Westfalen), 17 november 2001) was een Duitse rockmuzikant (gitaar, viool, cello) en componist.

## Biografie
Michael Karoli groeide op in Straubing, het einde van zijn schooltijd bracht hij door in St. Gallen. Na zijn afstuderen aan de middelbare school begon hij rechten te studeren, welke studie hij nooit heeft afgemaakt. In 1968 werd hij lid van de band Can, waarvan hij tot 1978 gitarist was. Begin 1975 ontmoette hij Shirley Argwings-Kodhek, met wie hij in 1981 trouwde in Essen. Halverwege de jaren 1980 verhuisde Karoli met zijn vrouw naar Nice, waar zijn twee dochters werden geboren. Eind 1998 werd de diagnose kanker gesteld.
Michael Karoli leerde als kind gitaar, viool en cello. Tijdens zijn schooljaren in Zwitserland speelde hij in verschillende studenten- en jazzbands. Door de vriendschap met zijn gitaarleraar Holger Czukay werd Karoli gitarist bij Can. Vanaf 1974 deelde hij de zang met Irmin Schmidt. Na de ontbinding van Can in 1978 opende hij zijn eigen opnamestudio Outer Space Studios in een oude olijfmolen in de Franse Alpen. In deze periode ontwikkelde hij de microsonische opnametechniek. Vanaf 1978 wijdde Karoli zich naast zijn opnamestudio aan de drums. Van 1981 tot 1986 studeerde hij Afrikaans ritme en dans bij Seni Camara. In deze periode perfectioneerde hij zijn compositorisch concept. In 1984 gaf Karoli verschillende concerten in Duitsland met Holger Czukay, Jaki Liebezeit en Jah Wobble (sommige van hen uitgezonden door het tv-programma Rockpalast). Tussen 1977 en 1995 speelde Karoli gitaar en bas op diverse albums en filmsoundtracks van Irmin Schmidt en Holger Czukay. Vanaf 1986 werkte Karoli samen met Holger Czukay aan het Can album Rite Time, dat in 1988 werd uitgebracht. Tegelijkertijd brachten beiden samen met de Belgische zanger Arno Charlatan Flux & Mutability uit in 1987 en met David Sylvain in 1989, waarop Karoli fluit speelde. In 1992 bracht hij met Can Last Night Sleep uit en schreef hij de filmmuziek voor Until the End of the World van Wim Wenders. In 1993 nam hij een album op met de Belgische Associality en maakte er een coproductie van. Eind jaren 1990 speelde hij talrijke concerten met o.a. Damo Suzuki, Mani Neumeier, Matthias Keul, Mandjao en zijn band Sofortkontakt. Zijn laatste concert vond plaats in New York in 2001, samen met Suicide, James Chance, Hvratsky, Lary 7 en Malcolm Mooney in de club The Cooler.

## Overlijden
Michael Karoli overleed in november 2001 op 53-jarige leeftijd aan de gevolgen van kanker ondanks twee operaties. Hij werd begraven op de historische begraafplaats in Essen-Bredeney.
- Bibsys: 7059771
- Bibliothèque nationale de France: cb14045610q (data)
- Gemeinsame Normdatei: 134422856
- International Standard Name Identifier: 0000 0000 5519 1618
- MusicBrainz: f8b53105-6547-46e7-9b2e-af65f7ed871c
- Système universitaire de documentation: 130510319
- Virtual International Authority File: 66667345
- WorldCat: E39PBJrch6Wx4TkydBG7p8xv73